# 比利河 (蒂薩河支流)

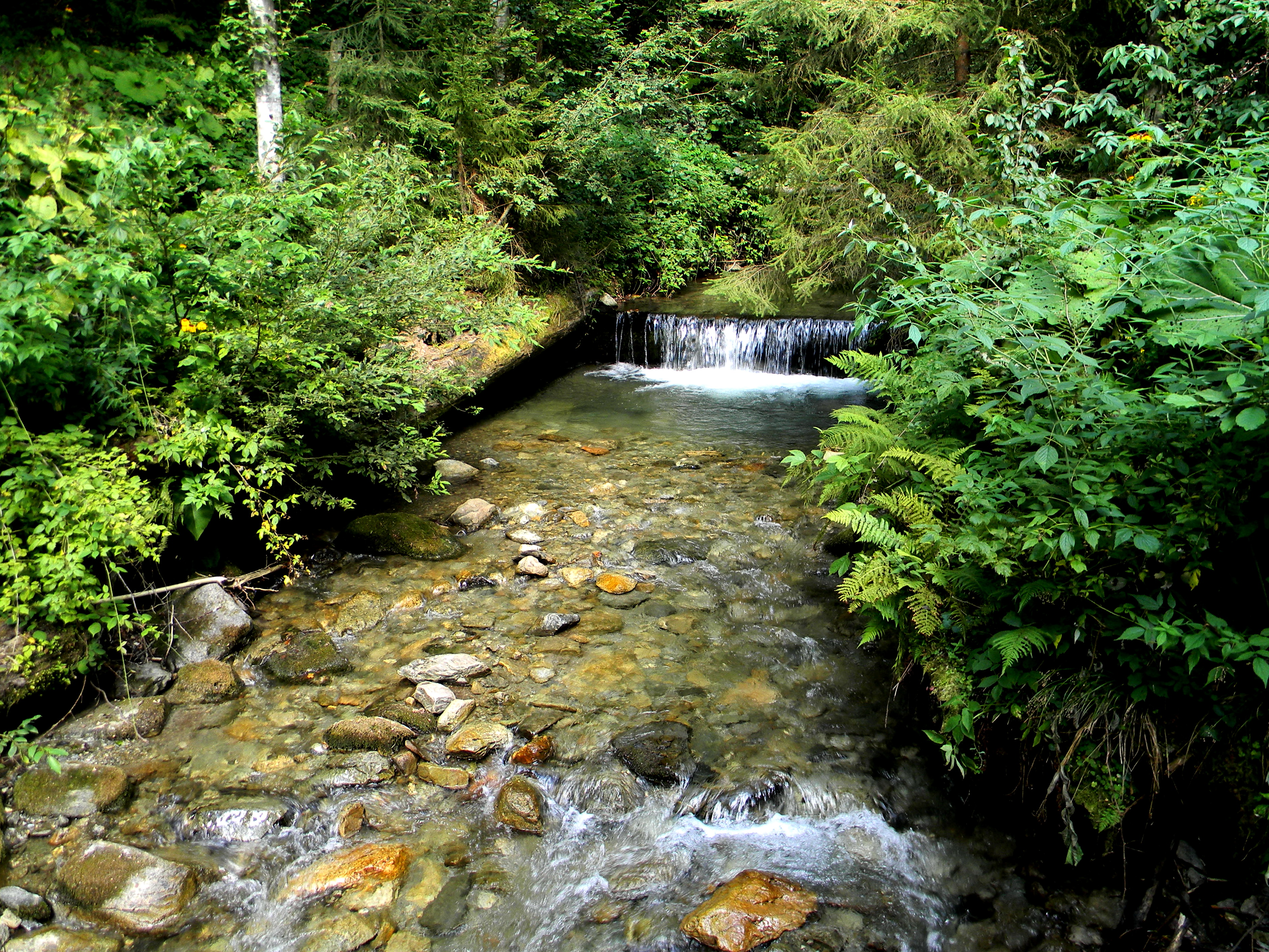

比利河（烏克蘭語：Білий），是烏克蘭的河流，位於該國西部外喀爾巴阡州，屬於蒂薩河的左支流，發源自季洛韋以東，流經拉希夫區，河道全長12公里，流域面積45.5平方公里。